# Przesunięcie ku fioletowi
Przesunięcie ku fioletowi, przesunięcie ku niebieskiemu (ang. blueshift) – zjawisko polegające na tym, że linie widmowe promieniowania elektromagnetycznego docierające z niektórych gwiazd lub galaktyk są przesunięte w stronę mniejszych długości fali (większych częstotliwości), co w zakresie światła widzialnego powoduje właśnie przesunięcie ku fioletowi. Spowodowane jest efektem Dopplera, związanym z przybliżaniem się obserwowanego obiektu do obserwatora. Takie widma obserwuje się dla niektórych gwiazd stosunkowo bliskich Ziemi, znajdujących się w naszej Galaktyce.
Zjawiskiem analogicznym do przesunięcia ku fioletowi jest przesunięcie ku czerwieni, które wiąże się m.in. ze względnym oddalaniem źródła i obserwatora. Jednak w przeciwieństwie do „redshiftu kosmologicznego” (związanego z ekspansją wszechświata), nie istnieje kosmologiczny „blueshift”.
Jedną z niewielu galaktyk, których widma wykazują przesunięcie ku fioletowi, jest Galaktyka Andromedy. Jej prędkość radialna przybliżania się do Słońca równa jest około 300 kilometrów na sekundę. Po uwzględnieniu prędkości poruszania się Układu Słonecznego wewnątrz Drogi Mlecznej, prędkość zbliżania się naszej Galaktyki i Galaktyki Andromedy jest równa około 100 km/s. Wnioskuje się stąd, że te dwie galaktyki czeka w przyszłości zderzenie.